# Гонсалу де Сінтра
Гонсалу де Сінтра (порт. Gonçalo de Sintra; пом. 1444/45) — португальський дослідник XV століття, що перебував на службі у принца Енріко Мореплавця.

## Біографія
Згідно з хроністом Гомішем Іанішем де Зурара, Гонсало де Сінтра був молодим зброєносцем (порт. escudeiro) у родині португальського принца Енріко Мореплавця, герцога Візеу. Інші описують Сінтру як дорослого і видатного лицаря (порт. cavaleiro), який відзначився своєю військовою службою під час завоювання Сеути (хоча можливо, що це були дві різні людини з однаковим іменем).
Наприкінці 1444 (або 1445) року принц Енріке відрядив Гонсалу де Сінтру на чолі каравели в дослідницьку експедицію вздовж західноафриканського узбережжя, надавши йому суворі вказівки проплисти прямо до «землі Гвінея» і не відволікатись ні на що від цієї мети.
Раніше того ж року португальська експедиція мисливців за рабами на чолі з Лансароте де Фрейташ здійснила рейд на затоку Арген (в сучасній Мавританії), де було багато рибальських поселень берберів з племені Санхаджа, і взяла в полон кілька сотень тубільців, які були продані в Лагуші як раби з великим прибутком. Можливо бажаючи також швидко отримати власний прибуток, Гонсалу де Сінтра не дотримався інструкцій Енріке і вирішив дорогою швидко здійснити набіг на рабів на берегах затоки Арген. Але попередній рейд Лансароте змусив більшу частину місцевого населення покинути острови та узбережжя затоки, в результаті чого Сінтра виявив рибальські поселення берберів вже безлюдними. Сінтрі вдалося схопити двох берберських жінок, які затрималися на острові Арген, але під час цієї операції втік берберський хлопчик-раб, якого Синтра привіз із Португалії як перекладача. Такий поворот подій, ймовірно, змусив Сінтру розпочати наполегливий пошук полонених, щоб «компенсувати» втрату хлопчика-раба, а не просто покінчити з цією справою та вирушити до Гвінеї.
За словами Зурари, Гонсалу де Сінтра направив свою каравелу на острів Найр (порт. ilha do Nar), що на південному кінці затоки Арген. Спочатку Найр здавався покинутим, як і всі інші поселення. Взявши з собою кілька членів екіпажу, Сінтра на невеликому човні вирушив для більш детального пошуку на острові. Невдовзі після того, як вони висадилися, португальці потрапили в засідку, яку влаштував загін з близько сімдесяти озброєних берберів з племені санхаджа. Умови прибою і припливу не дозволили португальській каравелі наблизитися до острова, щоб порятувати десант. Гонсалу де Сінтра та сім членів екіпажу загинули на місці. Каравела із залишком вцілілого екіпажу негайно повернулася до Португалії.
Хоча Зурара визначив місце смерті Сінтри на острові Найр в затоці Арген, пізніший хроніст Жуан де Барруш стверджував, що подія сталася набагато північніше, трохи нижче Ріо-де-Оро, у місці, відтоді знаному як Бухта Сінтри (порт. Angra de Cintra у Західній Сахарі) на 22°58′ пн. ш. 16°10′ зх. д. / 22.967° пн. ш. 16.167° зх. д. Сучасні історики схиляються до того місця, що Зурара ідентифікував як острів Найр, припускаючи, що бухту Сінтра, ймовірно, помилково назвали тогочасні португальські картографи.
Гонсалу де Сінтра був першим з капітанів Енріке Мореплавця, який загинув під час експедиції, і зазвичай вважається першою відомою втратою португальців під час епохи португальських географічних відкриттів.
Хоча деякі історики стверджують, що Гонсалу де Сінтра був родичем (можливо, батьком) пізнішого португальського дослідника Педру де Сінтри (який досліджував землі Гвінеї в 1460 році), доказів цього немає.